# Hospital Playlist
Hospital Playlist (hangul: 슬기로운 의사생활; rr: Seulgiroun Euisasaenghal; lit. Wise Doctor Life) é uma telenovela sul-coreana escrita por Lee Woo-jung e dirigida por Shin Won-ho.É a segunda parte da série Wise Life, precedida por Prison Playbook. Ela contou com as participações de Jo Jung-suk, Yoo Yeon-seok, Jung Kyung-ho, Kim Dae-myung e Jeon Mi-do.
A primeira temporada foi ao ar na tvN todas as quintas-feiras, de 12 de março a 28 de maio de 2020. Após sua transmissão original na televisão, cada episódio foi lançado pela Netflix na Coreia do Sul, Ásia-Pacífico, América Latina e países de língua inglesa. Ao final da primeira temporada, a série se tornou a nona série coreana de maior audiência na história da televisão a cabo da época.
A segunda temporada foi ao ar entre 17 de junho e 16 de setembro de 2021. De acordo com a Nielsen Korea, o primeiro episódio registrou 10,007% de audiência, estabelecendo o recorde de maior audiência de estreia na história da tvN.

## Enredo
Hospital Playlist gira em torno da vida de cinco médicos na casa dos quarenta, Lee Ik-jun (Jo Jung-suk), Ahn Jeong-won (Yoo Yeon-seok), Kim Jun-wan (Jung Kyung-ho), Yang Seok-hyeong (Kim Dae-myung) e Chae Song-hwa (Jeon Mi-do), que trabalham no Centro Médico Yulje, e que se tornaram amigos durante seus estudos na faculdade de medicina.
Lee Ik-jun é professor assistente de cirurgia geral, especialista em transplantes de fígado e pai solteiro de Woo-joo (Kim Joon), seu único filho, após se divorciar de sua esposa. Seu carisma e alegria permitem que ele contagie tanto os pacientes quanto os médicos, tornando-o uma figura popular no hospital. Católico devoto, Ahn Jeong-won é filho do fundador do hospital e professor assistente de cirurgia pediátrica, querido por seus pacientes por sua personalidade atenciosa e sensata. No entanto, ver seus pacientes sofrerem lhe causa angústia, nisso, ele planeja secretamente se tornar padre contra a vontade de sua mãe, Jung Ro-sa (Kim Hae-sook).
Kim Jun-wan é professor associado e posteriormente chefe do departamento de cirurgia cardiotorácica de Yulje, sendo admirado e temido por seus subordinados devido às suas excepcionais habilidades cirúrgicas e seu comportamento frio. Ele conhece Ik-jun e sua família, incluindo sua animada irmã Ik-sun (Kwak Sun-young), desde a infância. Yang Seok-hyeong é um professor assistente de obstetrícia e ginecologia considerado distante e às vezes desapegado devido à sua personalidade introvertida, mas que, na realidade, é atencioso e compreensivo com seus pacientes. Ele é divorciado e tem um histórico familiar complicado, mas se preocupa profundamente com sua mãe.
A única mulher do grupo de amigos, Chae Song-hwa, é professora associada de neurocirurgia, considerada um exemplo de "médica perfeita" por seus colegas e pacientes graças à sua brilhante carreira, disposição e personalidade brilhante.

## Elenco

### Principal
- Jo Jung-suk como Lee Ik-jun, professor assistente de cirurgia geral. Ele se divorciou recentemente depois que sua esposa decidiu que um casamento à distância como o deles não era a situação ideal. Atualmente, ele está criando seu filho sozinho.
- Yoo Yeon-seok como Ahn Jeong-won/Andrea, professor assistente de cirurgia pediátrica. Ele é filho do fundador do hospital. Seus irmãos mais velhos são padres e suas irmãs mais velhas são freiras. Ele está se candidatando para se tornar um padre.
- Jung Kyung-ho como Kim Jun-wan, professor associado de cirurgia cardiotorácica, tornou-se posteriormente chefe do departamento em que atua.
- Kim Dae-myung como Yang Seok-hyeong, professor assistente de obstetrícia e ginecologia.
- Jeon Mi-do como Chae Song-hwa, professora associada de neurocirurgia.[11]

### De apoio

#### Médicos
- Shin Hyun-been como Jang Gyeo-ul, residente do terceiro ano, mais tarde bolsista de cirurgia geral. Por ser a única residente de cirurgia geral, os médicos especialistas costumam contar com sua assistência para casos fora de sua área.
- Jung Moon-sung como Do Jae-hak, residente-chefe, mais tarde pesquisador em cirurgia cardiotorácica.
- Ahn Eun-jin como Chu Min-ha, médica do segundo ano, mais tarde residente-chefe em obstetrícia e ginecologia.[12]
- Kim Jun-han como Ahn Chi-hong, médico residente do terceiro ano em neurocirurgia.
- Moon Tae-yoo como Yong Seok-min, residente-chefe, mais tarde pesquisador em neurocirurgia.
- Ha Yoon-kyung como Heo Sun-bin, terceiro ano, mais tarde pesquisadora em neurocirurgia.
- Choi Young-joon como Bong Gwang-hyun, professor assistente de medicina de urgência.
- Seo Jin-won como Min Gi-joon, professor de neurocirurgia.
- Kim Hye-in como Myung Eun-won, médica do segundo ano, mais tarde residente-chefe em obstetrícia e ginecologia.[13]
- Choi Young-woo como Cheon Myung-tae, professor de cirurgia cardiotorácica.
- Shin Do-hyun como Bae Joon-hee, médica fellow em medicina de urgência.
- Jeon Kwang-jin como Jong Se-hyuk, médico fellow em cirurgia ortopédica.
- Lee Se-hee como Kang So-ye, médica fellow em medicina de urgência.[14]
- Woo Jung-won como Yeom Se-hee, professora de obstetrícia e ginecologia.[15]
- Lee Do-hye como Ki Eun-mi, médica residente do primeiro ano em obstetrícia e ginecologia.

#### Enfermeiros e estudantes de medicina
- Kim Soo-jin como Song Soo-bin, enfermeira da cirurgia.
- Yoon Hye-ri como So Yi-hyun, médica assistente de cirurgia cardiotorácica.
- Yang Jo-ah como Hwang Jae-shin, médica assistente de neurocirurgia.
- Lee Noh-ah como Lee Young-ha, enfermeira de cirurgia.
- Lee Dal como Kim Jae-hwan, enfermeiro de cirurgia.
- Lee Hye-eun como Kook Hye-sung, médica assistente de cirurgia geral.
- Lee Ji-won como Han Hyun-hee, médica assistente de cirurgia pediátrica.
- Lee Soo-hyun como Nam Ji-min, enfermeira da unidade de terapia intensiva pediátrica.
- Lee Jong-won como Kim Geon-eun, estudante de medicina do segundo ano.[16]
- Lee Jung-won como Hwang Ji-woo, estudante de medicina do segundo ano.[17]
- Kim Ji-sung como Han Seung-joo, enfermeira de obstetrícia e ginecologia.
- Seol Yu-jin como Eun Sun-jin, médica assistente de obstetrícia e ginecologia.
- Kim Bi-bi como Ham Deok-joo, coordenadora de transplantes.
- Park Han-sol como Sunwoo Hee-soo, enfermeira do pronto-socorro.
- Cho Yi-hyun como Jang Yun-bok, estudante de medicina do terceiro ano, mais tarde estagiária e irmã gêmea de Hong-do.[18]
- Bae Hyun-sung como Jang Hong-do, estudante de medicina do terceiro ano, mais tarde estagiário e irmão gêmeo de Yun-bok.
- Kim Kang-min como Im Chang-min, médico-estragiário.
- Lee Chan-hyung como Choi Seon-young, médico-estragiário.
- Chae Min-hee como So-yeon, médica do hospital.[19]

#### Familiares dos persoagens principais
- Kwak Sun-young como Lee Ik-sun, irmã mais nova de Ik-jun.
- Kim Joon como Lee Woo-joo, filho de Ik-jun.
- Lee Soo-mi como tia Wang, babá de Woo-joo.
- Ki Eun-se como Yuk Hye-jeong, ex-esposa de Ik-jun.
- Kim Hae-sook como Jung Ro-sa, mãe de Jeong-won.
- Sung Dong-il como Ahn Dong-il/Peter, irmão mais velho de Jeong-won.
- Kim Kap-soo como Joo Jong-soo, presidente da Fundação Yulje e amigo de infância de Ro-sa.
- Cho Seung-yeon como Joo Jun, Diretor do Centro Médico Yulje.
- Moon Hee-kyung como Jo Young-hye, mãe de Seok-hyeong.
- Park Ji-yeon como Yoon Shin-hye, ex-esposa de Seok-hyeong.
- Shin Hye-kyung como a ex-sogra de Seok-hyeong.
- Nam Myung-ryeol como Yang Tae-yang, pai de Seok-hyeong.
- Lee So-yoon como Kim Tae-yeon, amante de Yang Tae-yang.

### Participações especiais
| - Hwang Young-hee como mãe de paciente que recebeu transplante de fígado (Ep. 1) - Yeom Hye-ran como a mãe de Min-young (Ep. 1) - Kim Sung-kyun como o segundo irmão mais velho de Jung-won (Ep. 1) - Ye Ji-won como a irmã mais velha de Jung-won (Ep. 1) - Jang Hee-jung como a mãe de Bit-na (Ep. 1) - Song Duk-ho como residente da KWMC (Ep. 1) - Oh Yoon-ah como a segunda irmã mais velha de Jung-won (Ep. 1) - Park Hyung-soo como advogado Pyeon (Ep. 1 e 10–12) - Jung Jae-sung como Chefe de Neurocirurgia (Ep. 1) - Lee Ju-myoung como Song PD (Ep. 1) - Kim Gook-hee como Gal Ba-ram (Ep. 2) - Kim Dae-gon como marido de Gal Ba-ram (Ep. 2) - Kim Sung-cheol como No Jin-hyung (Ep. 2) - Kim Han-jong como Gong Hyung-woo (Ep. 2) | - Lee Soo-geun como apresentador de rádio (Ep. 3; voz) - Eun Ji-won como apresentador de rádio (Ep. 3; voz) - Shim Dal-gi como mãe de Chan-hyung (Ep. 3) - Gi Eun-se como Yuk Hye-jung (Ep. 3) - Anupam Tripathi como paciente estrangeiro (Ep. 4) - Go Ara como Go Ara (Ep. 5–6) - Kim Dong-kyu (Ep. 5; voz) - Choi Moo-sung como marido da paciente de Ik-jun (Ep. 7) - Lee Ji-hyun como Shin Min-ji (Ep. 7) - Kim Sun-young como paciente de Ik-jun (Ep. 7) - Cha Soo-rin como Oh Yu-min (Ep. 9) - Jung Min-sung como Lee Chang-hak (Ep. 11–12) - Park Bo-kyung como esposa de Chang-hak (Ep. 11-12) - Lee Jae-in como So-mi (Ep. 11) |

| - Cha Chung-hwa como mãe de Yeon-woo (Ep. 1) - Ahn Si-ha como Kim Soo-jung (Ep. 1) - Ryu Hye-rin como mãe de Seung-won (Ep. 2) - Ko Na-young como Yoo Kyung-jin (Ep. 2–3) - Lee Ji-ha como mãe de Yoo Han-yang e Yoo Kyung-jin (Ep. 2–3) - Lee Ji-hyun como mãe de Min-chan (Ep. 2, 4) - Lee Kyu-hyung como Yoo Han-yang (Ep. 3) - Im Soo-jung como Chae Eun (Ep. 3) - Ahn Chang-hwan como Baek Hyung-do (Ep. 3; voz) - Jung Seung-gil como filho do paciente com tumor cerebral (Ep. 8) | - Yoo Jae-myung como Shin Sung-eui, professor de radiologia (Ep. 9) - Hyun Jung-hwa como professora de medicina nuclear (Ep. 9) - Lee Bom-so-ri como fellow OB-GYN (Ep. 9) - Joo Sae-hyuk como fellow em medicina nuclear (Ep. 9) - Lee Il-hwa como mãe de Gyeo-ul (voz) - Park Jung-woo como Jang Ga-eul, irmão mais novo de Gyeo-ul (Ep. 10) - Na Yeong-seok como Jang Young-seok, o pai de Mo-ne e Ma-ne (Ep. 10) - Choi Deok-moon como Chu Cheol-woo, pai de Min-ha (Ep. 10) - Jang Hye-jin como a mãe de Min-ha (Ep. 10) - Kim Jun-han como Ahn Chi-hong (Ep. 11) |

## Produção

### Desenvolvimento
Em janeiro de 2019, foi relatado que Shin Won-ho dirigiria uma série médica de televisão e que sua equipe de produção estava nos estágios iniciais da escalação de atores para o drama. O roteirista Lee Woo-jung e o diretor Shin Won-ho trabalharam juntos anteriormente na aclamada série Reply (2012–16), bem como na série de humor negro Prison Playbook (2017–18). Os atores Jung Kyung-ho e Yoo Yeon-seok também trabalharam anteriormente com Lee e Shin. Demorou quatro anos para o roteiro ser concluído. Para cumprir a carga de trabalho de 52 horas semanais e evitar filmagens noturnas no que diz respeito à saúde do elenco e da equipe técnica, a equipe de produção decidiu transmitir um episódio por semana durante um total de doze semanas em vez de transmitir dois episódios por semana durante oito semanas, como geralmente acontece com as séries de televisão sul-coreanas.

### Filmagem
A filmagem principal da primeira temporada começou no início de outubro de 2019. Algumas cenas que acontecem no Hospital Universitário de Gangwoon e no Centro Médico Yulje foram filmadas, respectivamente, no Hallym University Dongtan Sacred Heart Hospital (em Hwaseong, Gyeonggi) e no Ewha Womans University Medical Center (no distrito de Gangseo, Seul), embora as últimas cenas da temporada tenham sido filmado no set devido à pandemia de COVID-19. As filmagens da primeira temporada foram concluídas no final de abril de 2020.
Originalmente programado para começar no início de dezembro de 2020, as filmagens da segunda temporada foram adiadas para o final de janeiro de 2021 devido à pandemia de COVID-19. As filmagens terminaram em 6 de setembro de 2021.

### Projetos futuros
Shin planejava inicialmente que Hospital Playlist tivesse três temporadas, que deveriam ter sido lançadas ao longo de três anos, mas no final da segunda temporada, ele expressou incerteza em relação ao futuro da série, citando exaustão e outros problemas. Tanto os atores do elenco quanto a equipe de produção declararam que estariam dispostos a trabalhar em uma futura temporada. Jeon Mi-do disse que ela sempre fala sobre uma eventual terceira temporada com seus outros quatro colegas de elenco e que eles se revezam para incomodar o diretor sobre o assunto.

## Trilha sonora

### Álbuns

#### 1ª Temporada
A trilha sonora original de Hospital Playlist produzida por Ma Joo-hee foi lançada em 4 de junho de 2020, pelo Studio MaumC, Egg Is Coming e a Stone Music Entertainment. As músicas da série consistem em covers de canções populares coreanas lançadas nas décadas de 1990 e 2000. Todas as músicas foram listadas no Gaon Digital Chart e doze no K-pop Hot 100, com algumas recebendo diversas indicações e prêmios. Doyeon Lee, da Billboard, observou que a trilha sonora "foi bem recebida por ouvintes de todas as idades por seus remakes de sucessos populares dos anos 90".

#### Lista de faixas
| N.º            | Título                                                                | Letras         | Música           | Artista                | Duração |  |
| 1.             | "Lonely Night"                                                        | Kim Tae-won    | Kim Tae-won      | Kwon Jin-ah            | 4:02    |  |
| 2.             | "Introduce Me a Good Person" (좋은 사람 있으면 소개시켜줘)            | Kim Hee-tam    | Jung Jae-hyung   | Joy (Red Velvet)       | 3:03    |  |
| 3.             | "Aloha" (아로하)                                                      | Kim Tae-hoon   | Wi Jong-soo      | Jo Jung-suk            | 4:04    |  |
| 4.             | "Confession Is Not Flashy" (화려하지 않은 고백)                       | Oh Tae-ho      | Oh Tae-ho        | Kyuhyun (Super Junior) | 3:48    |  |
| 5.             | "Beautiful My Love" (그대 고운 내 사랑)                               | Yoon Min-seok  | Yoon Min-seok    | Urban Zakapa           | 3:50    |  |
| 6.             | "In Front of City Hall at the Subway Station" (시청 앞 지하철 역에서) | Kim Chang-gi   | Kim Chang-gi     | Kwak Jin-eon           | 4:59    |  |
| 7.             | "You Always" (넌 언제나)                                              | Jang Kyung-ah  | Park Jung-won    | J Rabbit               | 4:16    |  |
| 8.             | "With My Tears" (내 눈물 모아)                                        | Kim Hee-tam    | Jung Jae-hyung   | Wheein (Mamamoo)       | 4:13    |  |
| 9.             | "The Wind Is Blowing" (바람이 부네요)                                 | Im In-geon     | Im In-geon       | Lee So-ra              | 4:31    |  |
| 10.            | "Oh! What a Shiny Night (Drama Version)" (밤이 깊었네)                | Han Kyung-rok  | Han Kyung-rok    | Mido and Falasol       | 2:38    |  |
| 11.            | "Canon (Drama Version)" (캐논)                                        |                | Johann Pachelbel | Mido and Falasol       | 2:49    |  |
| 12.            | "Beyond the Rainbow Forest" (넌 따뜻해)                               | Kim Jin-hak    | Kim Jin-hak      | Park Hyuk-jin          | 4:30    |  |
| 13.            | "While Living Life" (사노라면)                                        | Kim Moon-eung  | Gil Ok-yoon      | Oohyo                  | 4:05    |  |
| 14.            | "I Knew I Love" (사랑하게 될 줄 알았어)                               | Lee Sang-gyu   | Lee Sang-gyu     | Jeon Mi-do             | 4:21    |  |
| 15.            | "Me to You, You to Me" (너에게 난, 나에게 넌)                         | Song Bong-joo  | Song Bong-joo    | Mido and Falasol       | 3:52    |  |
| 16.            | "Sorrowful (Piano Ver. 1)"                                            |                |                  | Kim Jin-hak            | 4:38    |  |
| 17.            | "Affect"                                                              |                |                  | Song Ha-min            | 2:01    |  |
| 18.            | "Moving Forward (Full Version)"                                       |                |                  | Kim Jin-hak            | 2:27    |  |
| 19.            | "Frozen Dream"                                                        |                |                  | Song Ha-min            | 1:46    |  |
| 20.            | "Monday"                                                              |                |                  | Song Ha-min            | 1:32    |  |
| 21.            | "Oh! What a Shiny Night (Drama Version)" (Inst.)                      |                |                  |                        | 2:38    |  |
| 22.            | "Beyond the Rainbow Forest" (Inst.)                                   |                |                  |                        | 4:30    |  |
| 23.            | "While Living Life" (Inst.)                                           |                |                  |                        | 4:05    |  |
| 24.            | "I Knew I Love" (Inst.)                                               |                |                  |                        | 4:21    |  |
| Duração total: | Duração total:                                                        | Duração total: | Duração total:   | Duração total:         | 86:59   |  |

| OST Special |                                                                         |             |                |                  |         |  |
| N.º         | Título                                                                  | Letras      | Música         | Artista          | Duração |  |
| 1.          | "Introduce Me a Good Person (Drama Ver.)" (좋은 사람 있으면 소개시켜줘) | Kim Hee-tam | Jung Jae-hyung | Mido and Falasol | 2:05    |  |
| 2.          | "With My Tears (Drama Ver.)" (내 눈물 모아)                             | Kim Hee-tam | Jung Jae-hyung | Mido and Falasol | 3:52    |  |
| 3.          | "Confession Is Not Flashy (Drama Ver.)" (화려하지 않은 고백)            | Oh Tae-ho   | Oh Tae-ho      | Mido and Falasol | 3:55    |  |

#### 2ª Temporada
O álbum da trilha sonora da segunda temporada alcançou a 8ª posição nas paradas semanais do Gaon Album Chart e em outubro de 2021, foram vendidas 31.468 cópias.
| CD 1 |                                                              |                                        |                                        |                  |         |  |
| N.º  | Título                                                       | Letras                                 | Música                                 | Artista          | Duração |  |
| 1.   | "Rain and You" (비와 당신)                                   | Bang Joon-seok                         | Bang Joon-seok                         | Lee Mu-jin       | 4:21    |  |
| 2.   | "In Front of the Post Office in Autumn" (가을 우체국 앞에서) | Kim Hyun-sung                          | Kim Hyun-sung                          | Kim Dae-myung    | 4:28    |  |
| 3.   | "I Like You" (나는 너 좋아)                                  | Kim Soon-gon                           | Cho Yong-pil                           | Jang Beom-june   | 3:07    |  |
| 4.   | "I Love You More Than Anyone" (누구보다 널 사랑해)           | Joomin                                 | Dabi                                   | Twice            | 3:37    |  |
| 5.   | "I Like You" (좋아좋아)                                      | Nadeul                                 | Nadeul                                 | Jo Jung-suk      | 3:35    |  |
| 6.   | "Superstar" (슈퍼스타)                                       | Lee Han-chul                           | Lee Han-chul                           | Mido and Falasol | 3:36    |  |
| 7.   | "To You" (너에게)                                            | Kim Hyung-seok                         | Kim Hyung-seok                         | Yoo Yeon-seok    | 3:46    |  |
| 8.   | "Is It Still Beautiful" (여전히 아름다운지)                  | You Hee-yeol                           | You Hee-yeol                           | Seventeen        | 4:35    |  |
| 9.   | "Reminiscence" (회상)                                        | Kim Chang-hoon                         | Kim Chang-hoon                         | Jung Kyung-ho    | 3:56    |  |
| 10.  | "It's My Life"                                               | Richie Sambora Jon Bon Jovi Max Martin | Richie Sambora Jon Bon Jovi Max Martin | Yoon Mi-rae      | 4:16    |  |
| 11.  | "Running in the Sky" (하늘을 달리다)                         | Lee Juck                               | Lee Juck                               | Hynn             | 4:22    |  |
| 12.  | "Butterfly"                                                  | Kang Hyun-min Lee Jae-hak              | Lee Jae-hak                            | Jeon Mi-do       | 3:28    |  |
| 13.  | "Someday" (언젠가는)                                         | Lee Sang-eun                           | Lee Sang-eun Ahn Jin-woo               | Mido and Falasol | 3:52    |  |
| 14.  | "Hospital Playlist Season2 Title"                            |                                        | Lee Sang-hoon Lee Sang-hyuk            |                  | 0:16    |  |
| 15.  | "An Ordinary Story"                                          |                                        | Ahn Eun-jung                           |                  | 2:11    |  |
| 16.  | "Anxious Thing"                                              |                                        | Lee Sang-hoon                          |                  | 1:07    |  |
| 17.  | "Emergency"                                                  |                                        | Jbie Key                               |                  | 1:56    |  |
| 18.  | "Praying"                                                    |                                        | Ahn Eun-jung                           |                  | 2:57    |  |
| 19.  | "The Sun Is Up Again"                                        |                                        | Lee Sang-hyuk                          |                  | 1:52    |  |
| 20.  | "Everyone Has Pain"                                          |                                        | Lee Sang-hoon                          |                  | 2:36    |  |
| 21.  | "Cutie"                                                      |                                        | Jbie key                               |                  | 1:19    |  |
| 22.  | "What"                                                       |                                        | Lee Jeong-min                          |                  | 1:33    |  |
| 23.  | "Funny Joke"                                                 |                                        | Lee Sang-hyuk                          |                  | 1:24    |  |
| 24.  | "Bad Thing"                                                  |                                        | Lee Sang-hoon                          |                  | 1:19    |  |
| 25.  | "Urgent Patient"                                             |                                        | Lee Sang-hoon                          |                  | 1:32    |  |

| CD 2 |                                                          |                                        |                                                          |                  |         |  |
| N.º  | Título                                                   | Letras                                 | Música                                                   | Artista          | Duração |  |
| 1.   | "Is It Still Beautiful" (Drama Version)                  | You Hee-yeol                           | You Hee-yeol                                             | Mido and Falasol | 4:19    |  |
| 2.   | "It's My Life" (Drama Version)                           | Richie Sambora Jon Bon Jovi Max Martin | Richie Sambora Jon Bon Jovi Max Martin                   | Mido and Falasol | 3:48    |  |
| 3.   | "Running in the Sky" (Drama Version)                     | Lee Juck                               | Lee Juck                                                 | Mido and Falasol | 4:29    |  |
| 4.   | "Butterfly" (Drama Version)                              | Kang Hyun-min Lee Jae-hak              | Lee Jae-hak                                              | Mido and Falasol | 4:10    |  |
| 5.   | "Let's Forget It" (이젠 잊기로 해요; Drama Version)      | ko                                     | Lee Jang-hee                                             | Mido and Falasol | 4:35    |  |
| 6.   | "Already One Year" (벌써 일 년; Drama Version)           | Han Kyung-hye                          | Yoon Gun                                                 | Mido and Falasol | 3:51    |  |
| 7.   | "You Have a Crush on Me" (넌 내게 반했어; Drama Version) | Lee Sang-woo                           | Lee Sang-woo Jung Woo-yong Jung Min-joon Hwang Hyun-sung | Mido and Falasol | 3:46    |  |
| 8.   | "Rain and You" (비와 당신; Drama Version)                | Bang Joon-seok                         | Bang Joon-seok                                           | Mido and Falasol | 4:05    |  |
| 9.   | "I Like You" (나는 너 좋아; Drama Version)               | Kim Soon-gon                           | Cho Yong-pil                                             | Mido and Falasol | 3:32    |  |
| 10.  | "White-robed Angel"                                      |                                        | Jbie Key                                                 |                  | 2:16    |  |
| 11.  | "Choding"                                                |                                        | Ahn Eun-jung                                             |                  | 1:21    |  |
| 12.  | "No Word"                                                |                                        | Ahn Eun-jung Lee Sang-hyuk                               |                  | 1:27    |  |
| 13.  | "Chu Chu Love"                                           |                                        | Moon Jung-wook                                           |                  | 1:20    |  |
| 14.  | "99's Swing"                                             |                                        | Ahn Eun-jung                                             |                  | 1:46    |  |
| 15.  | "Anxious Thoughts"                                       |                                        | Lee Sang-hoon                                            |                  | 1:56    |  |
| 16.  | "Long Surgery"                                           |                                        | Lee Sang-hoon                                            |                  | 1:31    |  |
| 17.  | "Promise"                                                |                                        | Jang Hanna                                               |                  | 1:09    |  |
| 18.  | "Sick Story"                                             |                                        | Lee Sang-hoon                                            |                  | 1:08    |  |
| 19.  | "Saving People"                                          |                                        | Jbie Key                                                 |                  | 2:30    |  |
| 20.  | "OMG"                                                    |                                        | Lee Jeong-min                                            |                  | 1:43    |  |
| 21.  | "Solution"                                               |                                        | Ahn Eun-jung                                             |                  | 2:43    |  |
| 22.  | "Hold Hands"                                             |                                        | Lee Sang-hoon                                            |                  | 1:14    |  |
| 23.  | "Winter Flower"                                          |                                        | Ahn Eun-jung                                             |                  | 1:46    |  |
| 24.  | "Yawn"                                                   |                                        | Jbie Key                                                 |                  | 1:11    |  |
| 25.  | "Small Hope"                                             |                                        | Jang Hanna                                               |                  | 1:45    |  |
| 26.  | "Sunset"                                                 |                                        | Lee Sang-hyuk                                            |                  | 2:33    |  |
| 27.  | "White Jacket"                                           |                                        | Lee Sang-hoon                                            |                  | 1:18    |  |
| 28.  | "Green Cross"                                            |                                        | Lee Sang-hyuk                                            |                  | 1:03    |  |

| Apenas CD físico |                                              |                                        |                                        |                |         |  |
| N.º              | Título                                       | Letras                                 | Música                                 | Artista        | Duração |  |
| 1.               | "I Like You" (나는 너 좋아;Acoustic Version) | Kim Soon-gon                           | Cho Yong-pil                           | Jang Beom-june | 3:07    |  |
| 2.               | "It's My Life" (Acoustic Version)            | Richie Sambora Jon Bon Jovi Max Martin | Richie Sambora Jon Bon Jovi Max Martin | Yoon Mi-rae    | 4:16    |  |

### Singles
| Título                                                       | Ano          | Melhor posição nas paradas | Melhor posição nas paradas | Observação    | Certificados   |
| Título                                                       | Ano          | KOR Gaon                   | KOR Hot                    | Observação    | Certificados   |
| 1ª Temporada                                                 | 1ª Temporada | 1ª Temporada               | 1ª Temporada               | 1ª Temporada  | 1ª Temporada   |
| ------------------------------------------------------------ | ------------ | -------------------------- | -------------------------- | ------------- | -------------- |
| "Lonely Night" (Kwon Jin-ah)                                 | 2020         | 35                         | 30                         | Part 1        |                |
| "Introduce Me a Good Person" (Joy)                           | 2020         | 6                          | 5                          | Part 2        |                |
| "Aloha" (Jo Jung-suk)                                        | 2020         | 1                          | 1                          | Part 3        | KMCA: Platinum |
| "Confession Is Not Flashy" (Kyuhyun)                         | 2020         | 8                          | 8                          | Part 4        |                |
| "Beautiful My Love" (Urban Zakapa)                           | 2020         | 12                         | 12                         | Part 5        |                |
| "In Front of City Hall at the Subway Station" (Kwak Jin-eon) | 2020         | 55                         | 27                         | Part 6        |                |
| "You Always" (J Rabbit)                                      | 2020         | 64                         | 54                         | Part 7        |                |
| "With My Tears" (Wheein)                                     | 2020         | 18                         | 13                         | Part 8        |                |
| "The Wind Is Blowing" (Lee So-ra)                            | 2020         | 108                        | 96                         | Part 9        |                |
| "Beyond the Rainbow Forest" (Park Hyuk-jin)                  | 2020         | 116                        | 82                         | Part 10       |                |
| "Oh! What a Shiny Night (Drama. Ver)" (Mido and Falasol)     | 2020         | 37                         | 24                         | Part 10       |                |
| "Canon (Drama. Ver)" (Mido and Falasol)                      | 2020         | 194                        | –                          | Part 10       |                |
| "While Living Life" (Oohyo)                                  | 2020         | 185                        | –                          | Part 11       |                |
| "I Knew I Love" (Jeon Mi-do)                                 | 2020         | 1                          | 2                          | Part 11       |                |
| "Me to You, You to Me" (Mido and Falasol)                    | 2020         | 6                          | 5                          | Part 12       |                |
| 2ª Temporada                                                 |              |                            |                            |               |                |
| "Rain and You" (Lee Mu-jin)                                  | 2021         | 11                         | 18                         | Part 1        |                |
| "In Front of the Post Office in Autumn" (Kim Dae-myung)      | 2021         | 27                         | 35                         | Part 2        |                |
| "I Like You" (Jang Beom-june)                                | 2021         | 36                         | 36                         | Part 3        |                |
| "I Love You More Than Anyone" (Twice)                        | 2021         | 105                        | 75                         | Part 4        |                |
| "I Like You" (Jo Jung-suk)                                   | 2021         | 8                          | 10                         | Part 5        |                |
| "Superstar" (Mido and Falasol)                               | 2021         | 33                         | 23                         | Part 6        |                |
| "Let's Forget It" (Mido and Falasol)                         | 2021         | 47                         | 36                         | OST Special   |                |
| "Already One Year" (Mido and Falasol)                        | 2021         | 74                         | 37                         | OST Special   |                |
| "To You" (Yoo Yeon-seok)                                     | 2021         | 73                         | 54                         | Part 7        |                |
| "Is It Still Beautiful" (Seventeen)                          | 2021         | 25                         | 22                         | Part 8        |                |
| "Reminiscence" (Jung Kyung-ho)                               | 2021         | 36                         | 31                         | Part 9        |                |
| "It's My Life" (Yoon Mi-rae)                                 | 2021         | 94                         | —                          | Part 10       |                |
| "You Have A Crush On Me (Drama Ver.)" (Mido and Falasol)     | 2021         | 136                        | —                          | OST Special 2 |                |
| "Rain and You (Drama Ver.)" (Mido and Falasol)               | 2021         | —                          | —                          | OST Special 2 |                |
| "I Like You (Drama Ver.)" (Mido and Falasol)                 | 2021         | —                          | —                          | OST Special 2 |                |
| "Running In The Sky" (Hynn)                                  | 2021         | 94                         | —                          | Part 11       |                |
| "Butterfly" (Jeon Mi-do)                                     | 2021         | 32                         | —                          | Part 12       |                |
| "Someday" (Mido and Falasol)                                 | 2021         | 85                         | —                          | Part 12       |                |

## Episódios
| Temporada | Temporada | Episódios | Episódios | Originalmente exibido | Originalmente exibido  | Dados da programação        | Dados da programação         |
| Temporada | Temporada | Episódios | Episódios | Estreia da temporada  | Final da temporada     | Horário de exibição         | Audiência média (em milhões) |
| --------- | --------- | --------- | --------- | --------------------- | ---------------------- | --------------------------- | ---------------------------- |
|           | 1         | 12        | 12        | 12 de março de 2020   | 28 de maio de 2020     | Quinta-feira às 21:00 (KST) | 2.898                        |
|           | 2         | 12        | 12        | 17 de junho de 2021   | 16 de setembro de 2021 | Quinta-feira às 21:00 (KST) | 3.203                        |

## Recepção

### Resposta da crítica
Hospital Playlist recebeu análises positivas por parte dos críticos. Comparando à séries como Grey's Anatomy e Friends, Ariana Yaptangco da Elle incluiu a série em sua lista dos "10 melhores K-Dramas para assistir compulsivamente na Netflix".
Durante uma entrevista ao The Korea Herald, o crítico de cinema Yun Suk-jin elogiou Hospital Playlist por enfatizar o aspecto humano da profissão em vez das situações de vida ou morte, observando que a série "acabou com o conflito de poder clichê e focou na sinceridade dos médicos em seu trabalho e em seu relacionamento com os pacientes." Pierce Conran, do South China Morning Post, classificou Hospital Playlist como uma das melhores séries sul-coreanas de 2020, mencionando que "contos emocionantes de doença e luto se desenrolam contra a gentil camaradagem de um grupo que encontra consolo para as dificuldades de seu trabalho um no outro e em sua deliciosa banda de garagem de cinco integrantes." Jessicha Valentina, do The Jakarta Post, nomeou a personagem de Jeon Mi-do, Chae Song-hwa, como "um dos destaques da série", elogiando Hospital Playlist por sua representação de personagens femininas perseverantes.
Joel Keller, do Decider, fez uma crítica mista, dizendo que a série "é uma amálgama um pouco estranho de gêneros diferentes, mas o elenco faz com que funcione. Esteja pronto para um primeiro episódio um pouco confuso."

### Impacto cultural
Hospital Playlist teve um impacto positivo sobre a importância da doação de órgãos. O número de voluntários para a doação de órgãos, que diminuiu drasticamente devido à pandemia de COVID-19 em 2020, aumentou significativamente em 2021 devido ao drama, que retrata calorosamente várias histórias em torno da doação. De acordo com o Centro Nacional de Gerenciamento Hematológico de Tecidos de Longo Prazo, em 14 de setembro de 2022, o número de candidatos registrados que queriam doar órgãos, tecidos humanos e células-tronco hematopoiéticas, que era de 147.761 em 2019, diminuiu em 17.417 (11,8%), devido ao aumento do número de casos confirmados de COVID-19 na Coreia em 2020, mas após a exibição da série, ela teve sua tendência revertida, aumentando em 35,7% em 2022, totalizando 178.871.

### Audiência

#### 1ª Temporada
Hospital Playlist foi ao ar na tvN, que normalmente tem uma audiência relativamente mais baixa em comparação com emissoras de TV públicas (KBS, SBS, MBC e EBS). Sua primeira temporada terminou entre os 10 dramas coreanos de maior audiência na história da televisão a cabo.

#### 2ª Temporada
Uma audiência de 10,0% foi registrada em todo o país para o primeiro episódio da segunda temporada, tornando-se a audiência de estreia mais alta da rede. O último episódio, exibido em 16 de setembro, registrou uma audiência média nacional de 14,080%, que foi a maior audiência de um episódio da temporada.
| Temporada | Temporada | Ep. 1 | Ep. 2 | Ep. 3 | Ep. 4 | Ep. 5 | Ep. 6 | Ep. 7 | Ep. 8 | Ep. 9 | Ep. 10 | Ep. 11 | Ep. 12 | Audiência |
| --------- | --------- | ----- | ----- | ----- | ----- | ----- | ----- | ----- | ----- | ----- | ------ | ------ | ------ | --------- |
|           | 1         | 1.698 | 2.050 | 2.382 | 2.476 | 3.064 | 3.082 | 3.247 | 3.332 | 3.126 | 3.277  | 3.463  | 3.579  | 2.898     |
|           | 2         | 2.629 | 2.494 | 2.876 | 2.857 | 3.338 | 3.573 | 2.920 | 3.433 | 3.470 | 3.342  | 3.649  | 3.853  | 3.203     |

#### 1ª Temporada
| 1 | 12 de março de 2020 | 6.325% (1º)  | 7.113% (1º)  |
| 2 | 19 de março de 2020 | 7.750% (1º)  | 8.507% (1º)  |
| 3 | 26 de março de 2020 | 8.556% (1º)  | 9.313% (1º)  |
| 4 | 2 de abril de 2020  | 9.754% (1º)  | 10.932% (1º) |
| 5 | 9 de abril de 2020  | 11.321% (1º) | 12.655% (1º) |
| 6 | 16 de abril de 2020 | 11.682% (1º) | 13.783% (1º) |
| 7 | 23 de abril de 2020 | 12.077% (1º) | 13.864% (1º) |
| 8 | 30 de abril de 2020 | 12.008% (1º) | 13.489% (1º) |
| 9 | 7 de maio de 2020   | 12.134% (1º) | 14.479% (1º) |
| 10 | 14 de maio de 2020  | 12.701% (1º) | 15.729% (1º) |
| 11 | 21 de maio de 2020  | 13.125% (1º) | 15.662% (1º) |
| 12 | 28 de maio de 2020  | 14.142% (1º) | 16.711% (1º) |
| Média | Média               | 10.965%      | 12.686%      |
| Especial | 4 de junho de 2020  | 5.909% (1º)  | 7.403% (1º)  |
| - Na tabela cima, os números em azul representam a audiência média mais baixa e os números em vermelho representam a audiência média mais alta. - Este drama foi ao ar em um canal a cabo/TV paga que normalmente tem uma audiência relativamente menor em comparação com a TV aberta/emissoras públicas como, por exemplo, KBS, SBS, MBC e EBS. |                     |              |              |

#### 2ª Temporada
| 1 | 17 de junho de 2021    | 10.007% (1º) | 11.737% (1º) |
| 2 | 24 de junho de 2021    | 10.071% (1º) | 11.848% (1º) |
| 3 | 1 de julho de 2021     | 10.604% (1º) | 12.602% (1º) |
| 4 | 8 de julho de 2021     | 10.972% (1º) | 12.775% (1º) |
| 5 | 15 de julho de 2021    | 12.399% (1º) | 15.058% (1º) |
| 6 | 22 de julho de 2021    | 13.151% (1º) | 15.785% (1º) |
| 7 | 5 de agosto de 2021    | 10.643% (1º) | 12.334% (1º) |
| 8 | 12 de agosto de 2021   | 13.120% (1º) | 15.521% (1º) |
| 9 | 19 de agosto de 2021   | 12.892% (1º) | 14.763% (1º) |
| 10 | 26 de agosto de 2021   | 12.704% (1º) | 14.618% (1º) |
| 11 | 9 de setembro de 2021  | 13.387% (1º) | 15.382% (1º) |
| 12 | 16 de setembro de 2021 | 14.080% (1º) | 15.726% (1º) |
| Média | Média                  | 12.002%      | 14.012%      |
| Especial | 29 de julho de 2021    | 6.128% (1º)  | 8.090% (1º)  |
| Especial | 23 de setembro de 2021 | 4.226% (1º)  | 4.594% (1º)  |
| - Na tabela cima, os números em azul representam a audiência média mais baixa e os números em vermelho representam a audiência média mais alta. - Este drama foi ao ar em um canal a cabo/TV paga que normalmente tem uma audiência relativamente menor em comparação com a TV aberta/emissoras públicas como, por exemplo, KBS, SBS, MBC e EBS. |                        |              |              |

## Prêmios e indicações
| Critica/Publicação       | Lista                                            | Ref.    |
| ------------------------ | ------------------------------------------------ | ------- |
| Joy News 24              | Melhor Drama de 2021 (1º lugar)                  | [ 103 ] |
| South China Morning Post | Os top 10 K-dramas de 2020                       | [ 92 ]  |
| NME                      | Dramas coreanos de 2020: o bom, o ruim e o ótimo | [ 104 ] |
| Teen Vogue               | 11 Melhores K-dramas de 2020                     | [ 105 ] |

| Cerimônia de premiação   | Ano  | Categoria                                                         | Indicado/Trabalho                    | Resultado | Ref.    |
| ------------------------ | ---- | ----------------------------------------------------------------- | ------------------------------------ | --------- | ------- |
| APAN Star Awards         | 2021 | Drama do Ano                                                      | Hospital Playlist                    | Indicado  | [ 106 ] |
| APAN Star Awards         | 2021 | Prêmio de Alta Excelência, Ator em Minissérie                     | Jo Jung-suk                          | Indicado  | [ 107 ] |
| APAN Star Awards         | 2021 | Nova Melhor Atriz                                                 | Jeon Mi-do                           | Venceu    | [ 108 ] |
| APAN Star Awards         | 2021 | Nova Melhor Atriz                                                 | Ahn Eun-jin                          | Indicado  | [ 106 ] |
| APAN Star Awards         | 2022 | Prêmio de Excelência, Atriz em Minissérie                         | Shin Hyun-been                       | Indicado  | [ 109 ] |
| Asia Artist Awards       | 2020 | Prêmio de Melhor Atuação                                          | Jeon Mi-do                           | Venceu    | [ 110 ] |
| Asia Artist Awards       | 2020 | AAA Focus Award                                                   | Ahn Eun-jin                          | Venceu    | [ 111 ] |
| Asia Contents Awards     | 2020 | Melhor Roteirista                                                 | Lee Woo-jung                         | Indicado  | [ 112 ] |
| Asia Contents Awards     | 2020 | Atriz Estreante                                                   | Jeon Mi-do                           | Venceu    | [ 113 ] |
| Baeksang Arts Awards     | 2020 | Nova Melhor Atriz                                                 | Jeon Mi-do                           | Indicado  | [ 114 ] |
| Baeksang Arts Awards     | 2020 | Melhor Roteiro                                                    | Lee Woo-jung                         | Indicado  | [ 114 ] |
| Brand of the Year Awards | 2020 | Melhor Drama                                                      | Hospital Playlist                    | Venceu    | [ 115 ] |
| Brand of the Year Awards | 2020 | Melhor Ator                                                       | Jo Jung-suk                          | Venceu    | [ 115 ] |
| Brand of the Year Awards | 2020 | Nova Melhor Atriz                                                 | Jeon Mi-do                           | Venceu    | [ 115 ] |
| Brand of the Year Awards | 2020 | Melhor Trilha Sonora Original                                     | Jo Jung-suk — "Aroha"                | Venceu    | [ 115 ] |
| Genie Music Awards       | 2021 | Melhor Trilha Sonora Original                                     | Jo Jung-suk — "Aroha"                | Venceu    | [ 116 ] |
| Golden Disc Awards       | 2021 | Melhor Trilha Sonora Original                                     | Jo Jung-suk — "Aroha"                | Venceu    | [ 117 ] |
| Melon Music Awards       | 2020 | Melhor Trilha Sonora Original                                     | Jo Jung-suk — "Aroha"                | Venceu    | [ 118 ] |
| Melon Music Awards       | 2020 | Melhor Trilha Sonora Original                                     | Jeon Mi-do — "I Knew I Love"         | Indicado  | [ 119 ] |
| Melon Music Awards       | 2021 | Melhor Trilha Sonora Original                                     | Lee Mu-jin — "Rain and You"          | Venceu    | [ 120 ] |
| Mnet Asian Music Awards  | 2020 | Prêmio Mnet de Música Asiática para Melhor Trilha Sonora Original | Jo Jung-suk — "Aroha"                | Indicado  | [ 121 ] |
| Mnet Asian Music Awards  | 2020 | Prêmio Mnet de Música Asiática para Melhor Trilha Sonora Original | Joy — "Introduce Me a Good Person"   | Indicado  | [ 121 ] |
| Mnet Asian Music Awards  | 2020 | Prêmio Mnet de Música Asiática de Canção do Ano                   | Jo Jung-suk — "Aroha"                | Indicado  | [ 121 ] |
| Mnet Asian Music Awards  | 2020 | Prêmio Mnet de Música Asiática de Canção do Ano                   | Joy — "Introduce Me a Good Person"   | Indicado  | [ 121 ] |
| Mnet Asian Music Awards  | 2021 | Prêmio Mnet de Música Asiática para Melhor Trilha Sonora Original | Jo Jung-suk — "I Like You"           | Venceu    | [ 122 ] |
| Mnet Asian Music Awards  | 2021 | Prêmio Mnet de Música Asiática para Melhor Trilha Sonora Original | Lee Mu-jin — "Rain and you"          | Indicado  | [ 123 ] |
| Seoul Music Awards       | 2021 | Melhor Trilha Sonora Original                                     | Jo Jung-suk — "Aroha"                | Venceu    | [ 124 ] |
| Seoul Music Awards       | 2021 | Melhor Trilha Sonora Original                                     | Joy – "Introduce Me a Good Person"   | Indicado  | [ 125 ] |
| Seoul Music Awards       | 2021 | Melhor Trilha Sonora Original                                     | Jeon Mi-do — "I Knew I Love"         | Indicado  | [ 125 ] |
| Seoul Music Awards       | 2021 | Melhor Trilha Sonora Original                                     | Kyuhyun – "Confession Is Not Flashy" | Indicado  | [ 125 ] |
| Seoul Music Awards       | 2021 | Melhor Trilha Sonora Original                                     | Urban Zakapa – "Beautiful My Love"   | Indicado  | [ 125 ] |
| Seoul Music Awards       | 2021 | Melhor Trilha Sonora Original                                     | Wheein – "With My Tears"             | Indicado  | [ 125 ] |

## Série spin-off
Em 20 de setembro de 2023, foi anunciado que Shin e Lee criariam uma série de televisão spin-off intitulada Wise Resident Life, programada para ser transmitida pela tvN no primeiro semestre de 2024. Estrelando Go Youn-jung como residente do primeiro ano de obstetrícia e ginecologia, a série será dirigida por Lee Min-soo e escrita por Kim Song-hee, que trabalhou como roteirista assistente em Reply 1988 e Hospital Playlist. O elenco também inclui a atriz sul-coreana Shin Si-a.